# Wagon barowy

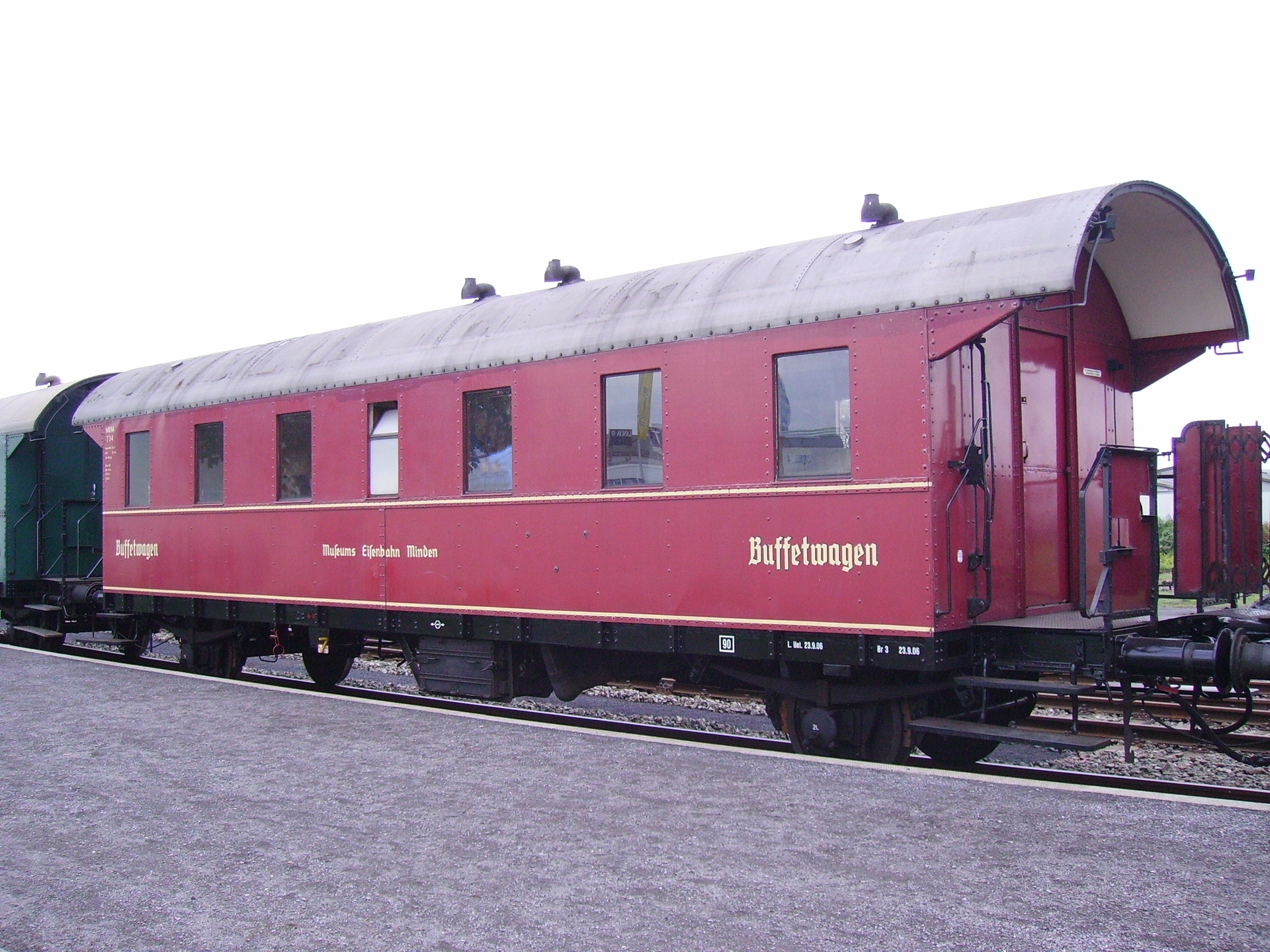
Niemiecki wagon bufetowy

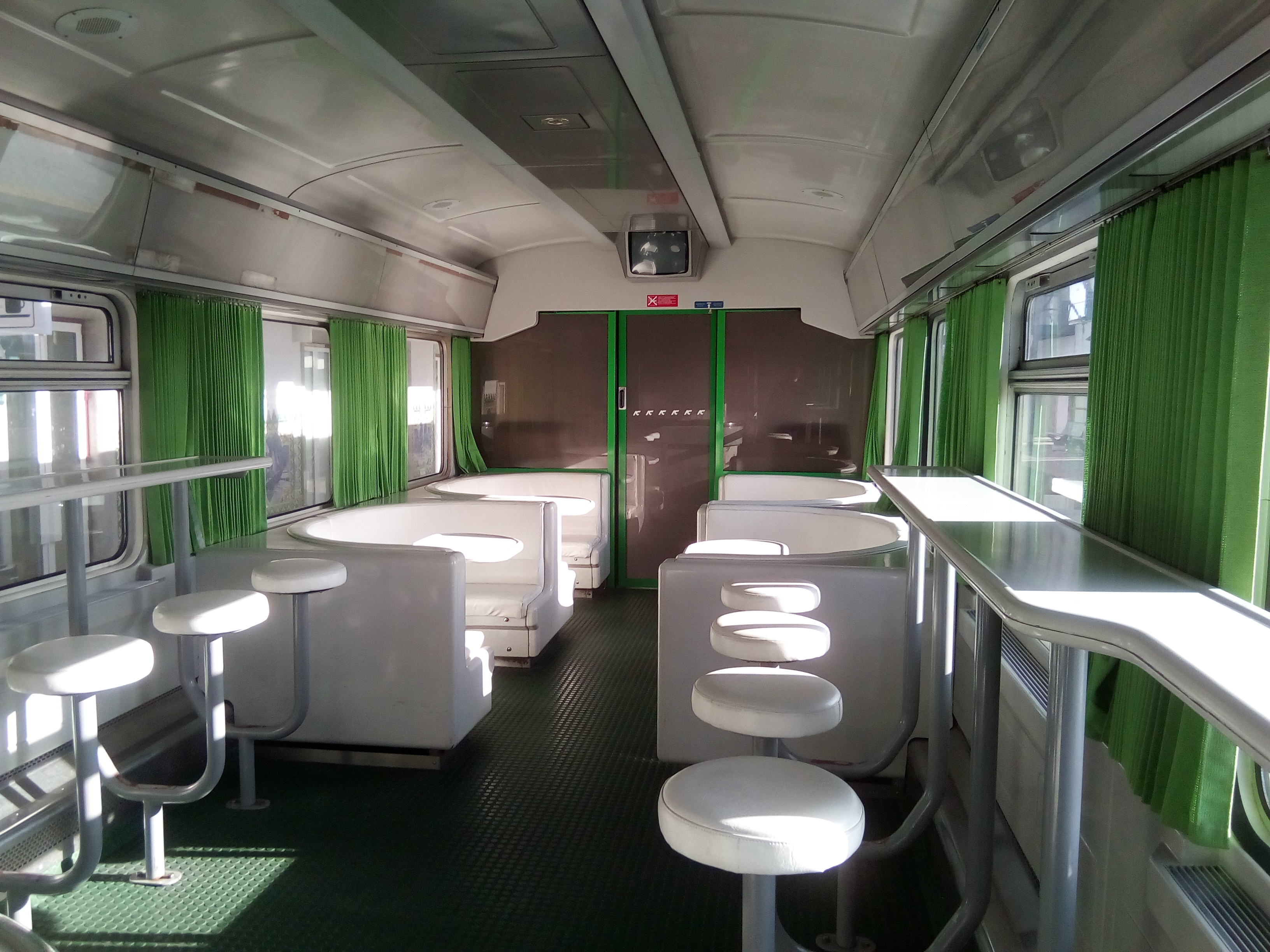
Wagon barowy

Wagon barowy (wagon bufetowy) – rodzaj wagonu kolejowego, wyposażonego w sposób umożliwiający przygotowanie, podawanie i spożywanie w nim posiłków przez podróżnych.
Typowy wagon barowy składa się z zajmującej większą część przestrzeni sali jadalnej z wysokimi stołami przeznaczonymi do spożywania dań na stojąco lub na wysokich siedziskach – hokerach oraz baru z prostym zapleczem kuchennym. Obowiązuje samoobsługa, a zakres serwowanych dań jest ograniczony do prostych dań barowych, kanapek, napoi zimnych i gorących. Naczynia i sztućce są plastikowe.
Pociągi o niższej frekwencji, gdzie wagon barowy nie byłby w pełni wykorzystany – wyposaża się w wagony bufetowe częściowe, gdzie połowa to część gastronomiczna, a w drugiej części znajdują się tradycyjne przedziały – zwykle 1. klasy.
Wagony barowe kursują w wielu pociągach pospiesznych i dalekobieżnych.